# Parafia Świętej Trójcy w Sulęczynie
Parafia Świętej Trójcy w Sulęczynie – rzymskokatolicka parafia w Sulęczynie. Należy do dekanatu stężyckiego diecezji pelplińskiej. Erygowana w 1616 roku.
Parafia obchodzi również odpust św. Anny. Jej proboszczem jest ks. Andrzej Karliński.